# Schweizerisches Institut für Rechtsvergleichung
Das Schweizerische Institut für Rechtsvergleichung SIR (französisch Institut suisse de droit comparé ISDC; italienisch Istituto svizzero di diritto comparato ISDC; rätoromanisch Institut svizzer da dretg cumparativ ISDC; englisch Swiss Institute of Comparative Law SICL) ist eine selbständige Anstalt des Bundes mit Sitz in Ecublens, die unter anderem die Aufgabe hat, Rechtsgutachten über ausländisches Recht für die Bundesbehörden, Gerichte und Private zu erstellen.
Das Institut wurde 1978 durch ein Bundesgesetz gegründet. Es ist auf dem Campus Dorigny der Universität Lausanne stationiert und ist administrativ dem Eidgenössischen Justiz- und Polizeidepartement unterstellt. Etwa 30 Forscher, Bibliothekare und Büropersonal sind dort beschäftigt.

## Tätigkeit
Das Institut erteilt Auskünfte zum ausländischen und internationalen Recht, zum internationalen Privatrecht und zum Völkerrecht, zum Europarecht, indem es Anfragen von Privatpersonen, Anwälten, Notaren, Gerichten und Verwaltungen in Form von Rechtsgutachten oder rechtsvergleichenden Studien beantwortet.
Die Bibliothek besteht aus etwa 250'000 Werken in 60 Sprachen (Gesetzestexte, Rechtsprechung, Kommentare und Abhandlungen, Monographien, juristische Zeitschriften); der Gesamtkatalog ist online abrufbar. Sie hat einen Auskunftsdienst für die Bibliotheksbenutzer und ein Europäisches Dokumentationszentrum, das den Besuchern zur Verfügung steht.

## Personalbestand ab 2007
| Jahr | Vollzeitstellen |
| ---- | --------------- |
| 2007 | 30              |
| 2008 | 32              |
| 2009 | 34              |
| 2010 | 35              |
| 2011 | 30              |
| 2012 | 30              |
| 2013 | 29              |
| 2014 | 29              |
| 2015 | 29              |
| 2016 | 30              |
| 2017 | 29              |
| 2018 | 29              |
| 2019 | 31              |
| 2020 | 30              |
| 2021 | 27              |
| 2022 | 29              |
| 2023 | 30              |
| 2024 | 28              |